# LIM domen
LIM domeni su proteinski strukturni domeni, koji se sastoje od dva susedna domena cinkovog prsta, razdvojena sa dve hidrofobne aminokiseline. Oni su dobili ime po njihovom otkriću u proteinima Lin11, Isl-1 i Mec-3. Pokazano je da proteini koji sadrže LIM domen učestvuju u citoskeletalnoj organizaciji, razvoju organa i onkogenezi. LIM domeni posreduju protein-protein interakcije koje su kritične za ćelijske procese. 
LIM domeni imaju visoko divergentne sekvence, izuzev pojedinih ostataka. Divergencija sekvenci omogućava postojanje mnoštva različitih mesta vezivanja u istom osnovnom domenu. Konzervirani ostaci učestvuju u vezivanju cinka ili su hidrofobna osnova proteina. LIM domeni imaju sledeću sekvencu:
LIM domeni se često javljaju u umnošcima, kao što je to slučaj kod proteina TES i LMO4. Oni takođe mogu da budu vezani za druge domene, čime se omogučava vezivanje i sortiranje, npr. LIM kinaze.